# Диплом з іспанської мови як іноземної (DELE)
Диплом з іспанської як іноземної (ісп. Diploma de Español como Lengua Extranjera (DELE)) — офіційний документ, що засвідчує ступінь компетенції та володіння іспанською мовою, який видається Інститутом Сервантесу від імені Міністерства освіти Іспанії. Почали видавати з 1988. У розробці матеріалів до цього іспиту бере участь Саламанський університет.
Термін дії дипломів не визначено. Цей диплом визнають приватні компанії, торгові палати, мовні школи, а також приватні та державні освітні системи. Дипломи іспанської як іноземної доповнюють обов'язкові освітні програми з іноземних мов у багатьох навчальних закладах.

## Кандидати
Диплом видається громадянам країни, в якій іспанська не є офіційною мовою. Громадяни іспаномовних країн можуть складати іспит DELE, якщо в анкеті значаться хоча б два з перерахованих пунктів:
- Іспанська не є рідною мовою одного з батьків.
- Іспанська не є першою вивченою мовою.
- Іспанська мова не використовується у повсякденному житті.
- Частина початкової та середньої освіти отримана не іспанською мовою.

## Іспит
Іспити проводять п'ять разів на рік (у квітні, травні, липні, жовтні та листопаді) у більш ніж 700 екзаменаційних центрах та у більш ніж 100 країнах на п'яти континентах.

## Рівні іспитів
- DELE A1 (Acceso)
- DELE A1 Escolar (Шкільний)
- DELE A2 (Plataforma)
- DELE A2/B1 Escolar (Шкільний)
- DELE B1 (Umbral)
- DELE B2 (Avanzado)
- DELE C1 (Dominio Operativo Eficaz)
- DELE C2 (Maestría)

Вони відповідають рівням загальноєвропейських компетенцій володіння іноземною мовою.
- Рівень A1: учень може задовольнити потреби, що виникають у конкретних та передбачуваних ситуаціях щоденного спілкування.
- Рівень A2: учень може адекватно використовувати мову для досягнення домовленостей у ситуації соціального спілкування та забезпечувати комунікацію у повсякденних ситуаціях.
- Рівень B1: учень здатний порозумітися правильно і виявляти мовну гнучкість, говорячи на теми з повсякденного життя, але які передбачають певний ступінь складності.
- Рівень B2: учень здатний спілкуватися швидко і досить точно висловлювати свої думки, пристосовуючись до ступеня офіційності спілкування, вміючи формулювати аргументацію і передавати смислові відтінки відповідно до ситуації.
- Рівень C1: учень може швидко і спонтанно спілкуватися, вибираючи мовні ресурси залежно від контексту та наміру учасників спілкування.
- Рівень C2: учень здатний висловлюватися в будь-яких ситуаціях, включаючи складні та абстрактні теми спеціалізованого характеру.